# Shinano (Schiff)
Die Shinano (japanisch 信濃), war ein Flugzeugträger der Kaiserlich Japanischen Marine im Zweiten Weltkrieg. Das nach der historischen japanischen Provinz Shinano benannte Schiff, wurde ursprünglich als dritte Einheit der Schlachtschiffe der Yamato-Klasse begonnen, aber auf Grund der Kriegslage zum Flugzeugträger umgebaut. Das Schiff wurde kurz nach seiner Indienststellung im November 1944 auf einer Überführungsfahrt vor der japanischen Küste von einem US-amerikanischen U-Boot torpediert und versenkt. Die Shinano war der mit Abstand größte fertiggestellte Flugzeugträger des Zweiten Weltkriegs und ist bis heute das größte von einem U-Boot versenkte Kriegsschiff.

## Geschichte

### Bau und Fertigstellung
Am 4. Mai 1940 war gemäß den Planungen der Kaiserlich Japanischen Marine der Kiel der Shinano auf der Marinewerft in Yokosuka gelegt worden. Die Bauarbeiten gingen zunächst rasch voran, doch unter dem Eindruck der Erfolge der Flugzeugträger und der immer unbedeutender werdenden Rolle der Schlachtschiffe wurde bereits Ende 1941 der Weiterbau gestoppt. Da der Rumpf der Shinano bereits weitgehend fertiggestellt war, entschied man sich, das bereits verbaute Material nicht wie bei dem noch nicht so weit vorangekommenen vierten Schiff der Yamato-Klasse mit dem Namen Kii abzubrechen.
Nach dem Verlust von vier großen Trägern in der Schlacht um Midway im Juni 1942 wurde entschieden, die Shinano als Flugzeugträger fertigzustellen. Problematisch erwies sich dabei die Tatsache, dass der Entwurf ursprünglich als Schlachtschiff vorgesehen war. Der schwer gepanzerte Rumpf mit wenig offenen Räumen bot kaum Spielraum für die Unterbringung von Flugzeugen. Der endgültige Entwurf zum Weiterbau der Shinano musste somit eine Kompromisslösung sein. Wegen der Größe des Schiffs und der damit zur Verfügung stehenden Stauräume für Treibstoff und Munition sollte der Träger als eine Art Mutterschiff für andere vollwertige Flugzeugträger dienen, die Shinano sollte somit deren Operationen als Reservelager und Notlandeplatz unterstützen. Die eigene Luftgruppe sollte dabei vor allem im Rahmen der Eigensicherung zum Einsatz kommen. Der Träger sollte mit 18 Jagdflugzeugen des Typs Mitsubishi A7M Reppuu (plus zwei im Lagerbereich) – 1944 noch in der Erprobung – 18 Torpedobomber Aichi B7A (plus zwei im Lager) und sechs Nakajima-C6N-Aufklärungsflugzeuge (plus eins im Lager) bestehen. Der restliche Hangarraum hätte bis zu 120 Ersatzflugzeuge für andere Flugzeugträger und Landbasen aufnehmen sollen.
Wie wenig die japanische Werftindustrie bis 1944 auf die erhöhten Anforderungen der Kriegsproduktion umgestellt war, zeigt die Tatsache, dass die Shinano trotz Weiterbau ab Mitte 1942 erst am 8. Oktober 1944 vom Stapel gelassen werden konnte. Am 19. November 1944 wurde das Schiff – trotz ausstehender Restarbeiten – unter dem Kommando von Kapitän Abe in Yokosuka in Dienst gestellt. Sie war mit dem am Ende des Krieges für die Kaiserlich Japanische Marine üblichen Trägertarnanstrich versehen. Ihre Seiten waren dunkelgrün/hellgelbgrün, wobei die dunklere Fläche die Umrisse eines Handelsschiffs vortäuschen sollte. Das Deck war allerdings wegen des nicht einfärbbaren Sägemehl-Zementbelages ungetarnt. Nur acht der zwölf Kessel waren in Betrieb, der Torpedowulst und Entwässerungssysteme waren noch nicht fertiggestellt.
Die Shinano führte sechs Shin’yō-Selbstmordboote und 50 Ohka-Selbstmordflugzeuge mit sich; die anderen Flugzeuge sollten erst später an Bord kommen. Ihr Befehl lautete, nach Kure zu fahren, dort die Ausrüstung abzuschließen und dann die Kamikazeboote auf die Philippinen und nach Okinawa zu bringen. Mit einer Durchschnittsgeschwindigkeit von 20 Knoten (37 km/h) benötigte sie sechzehn Stunden für die 300 Meilen (480 km) nach Kure. Um die Bedeutung der Shinano für die Marineführung zu unterstreichen, wurde Abe nach Abschluss der Ausrüstung zum Konteradmiral befördert.
Um den in Yokosuka immer gefährlicher werdenden Luftangriffen der Vereinigten Staaten zu entgehen, sollte die Shinano zur Endausrüstung mit einer Notbesatzung aus noch nicht ausreichend mit dem Schiff vertrauten Seeleuten und Werftarbeitern aus der Tokiobucht an einen Ausrüstungskai nach Kure verlegt werden. Kommandant Abe bat um eine Verschiebung des Auslauftermins, da die meisten wasserdichten Türen noch nicht eingebaut waren, die Lufttests in den Abteilungen noch nicht durchgeführt worden waren und viele Löcher in den Abteilungsschotten für elektrische Kabel, Lüftungskanäle und Rohre noch nicht abgedichtet worden waren. Die meisten Besatzungsmitglieder hatten zwar Erfahrung mit der Seefahrt, waren aber nicht für die an Bord befindlichen tragbaren Pumpen ausgebildet. Die begleitenden Zerstörer Isokaze, Yukikaze und Hamakaze waren gerade von der Schlacht im Golf von Leyte zurückgekehrt und benötigten eigentlich mehr als drei Tage, um Reparaturen durchzuführen und ihren Besatzungen die Möglichkeit zu geben, sich zu erholen. Abe zog eine Überfahrt bei Tageslicht vor, da er so mehr Zeit für die Ausbildung seiner Besatzung hätte und die Besatzungen der Zerstörer Zeit zum Ausruhen gehabt hätten. Als er jedoch erfuhr, dass der Generalstab der Marine keine Luftunterstützung bereitstellen konnte, sah er sich zu einer Nachtfahrt gezwungen. Abes Ersuchen zum Verschieben des Auslaufens wurde abgelehnt und Shinano lief planmäßig mit den drei begleitenden Zerstörern am 28. November um 18:00 Uhr aus. Abe befehligte eine Besatzung von 2.175 Offizieren und Männern. Außerdem befanden sich 300 Werftarbeiter und 40 zivile Angestellte an Bord. Die wasserdichten Türen und Luken wurden offen gelassen, um den Zugang zu den Maschinenräumen zu erleichtern, ebenso wie einige Mannlöcher des Doppel- und Dreifachboden.

### Der Untergang
Der Flugzeugträger und seine drei Begleitzerstörer wurden am 28. November 1944 um 20:48 Uhr etwa 300 km südöstlich des Kaps Muroto an der japanischen Südküste von der Archerfish, einem amerikanischen U-Boot der Balao-Klasse, per Radar geortet. Um 22:45 Uhr entdeckten Matrosen der Shinano das U-Boot auf der rechten Seite des Kurses des Trägers. Der Zerstörer Isokaze fuhr zum Sichtungsort, um das U-Boot abzufangen. Aber auf Befehl von Abe wurde der Zerstörer zurückbeordert ohne anzugreifen, weil Abe glaubte, dass das U-Boot zu einem amerikanischen Wolfsrudel gehörte. Er nahm an, dass die Archerfish als Köder benutzt wurde, um eine der Eskorten wegzulocken, damit der Rest des Rudels Shinano ins Visier nehmen konnte. Er befahl seinen Schiffen, von dem U-Boot abzudrehen, in der Erwartung, es zu überholen, wobei er sich auf seinen Geschwindigkeitsvorsprung von 2 Knoten gegenüber dem U-Boot verließ. Die ganze Nacht über verfolgte die Archerfish den Träger. Normalerweise wäre die Shinano in der Lage gewesen, die Archerfish zu überholen, aber die Zick-Zack-Bewegung des Flugzeugträgers und seiner Eskorten – mit dem Ziel, etwaigen amerikanischen U-Booten in dem Gebiet auszuweichen – führte die Einsatzgruppe mehrmals versehentlich in den Weg der Archerfish zurück. Gegen 23:22 Uhr war Shinano gezwungen, die Geschwindigkeit aufgrund der Überhitzung des Lagers einer der Propellerwellen auf 18 Knoten zu reduzieren. Die Geschwindigkeiten des Flugzeugträgers und des U-Bootes waren nun gleich. Am 29. November um 03:17 Uhr wurde die Shinano von vier der sechs abgeschossenen Torpedos getroffen. Die Besatzung vertraute auf die Panzerung und die Stärke des Schiffes, was sich in laxen anfänglichen Bemühungen zur Rettung des Schiffes niederschlug. Diese Selbstüberschätzung betraf auch Abe. Er bezweifelte, dass die Torpedos des U-Boots ernsthaften Schaden anrichten könnten, da er wusste, dass die amerikanischen Torpedos weniger stark waren als die japanischen Torpedos. Er befahl dem Flugzeugträger, auch nach dem letzten Torpedotreffer seine Höchstgeschwindigkeit beizubehalten, woraufhin das Schiff schnell zu sinken begann. Die unerfahrene Besatzung hatte aufgrund der noch fehlenden Abwehreinrichtungen nach vier Torpedotreffern keine Möglichkeit, den Untergang des Schiffes zu verhindern. Der Kommandant versuchte, die Schlagseite des Trägers durch Gegenfluten auszugleichen und den Kurs zu ändern, um das Schiff vor der Küste auf Grund zu setzen. Aber die Wassereinbrüche waren schwerwiegend, das Schiff blieb nach dem Ausfall seiner Kessel gestoppt liegen. Gegen 7:00 Uhr fielen die Maschinen wegen Dampfmangels aus und Abe befahl eine Stunde später, alle Maschinenräume zu evakuieren. Anschließend ordnete er die Flutung der drei Backbord-Außenkesselräume an, um die Schlagseite des Schiffes zu verringern. Außerdem befahl er den Zerstörern Hamakaze und Isokaze das Schiff ins Schlepptau zu nehmen. Die ersten Abschleppseile rissen unter der Belastung und der zweite Versuch wurde abgebrochen, weil man befürchtete, dass die Besatzungen verletzt würden, wenn sie erneut rissen. Um 10 Uhr befahl Abe seinen Offizieren, das Porträt des Kaisers zu nehmen und das Schiff zu verlassen. Abe selbst weigerte sich, das sinkende Schiff zu verlassen. Die Shinano kenterte schließlich sieben Stunden nach den Torpedotreffern.
Von den 2215 an Bord befindlichen Menschen fanden 1435 den Tod; unter ihnen der Kommandant Toshio Abe und mehrere Piloten eines Kamikazegeschwaders, die mit ihren Ōka-Flugzeugen auf der Shinano transportiert worden waren. Die Überlebenden wurden nach ihrer Rettung bis Januar 1945 auf der Insel Mitsuko-jima isoliert, um die Nachricht über den Verlust des Flugzeugträgers zu unterdrücken.

### Unterganganalyse
In einer Nachkriegsanalyse der „U.S. Naval Technical Mission to Japan“ wurde festgestellt, dass die Shinano schwerwiegende Konstruktionsmängel aufwies. Insbesondere die Verbindung zwischen dem Panzergürtel an der Wasserlinie des oberen Rumpfes und der Torpedoschutzwulst am Unterwasserteil war schlecht konstruiert – ein Merkmal, das auch die Schlachtschiffe der Yamato-Klasse aufwiesen. Die Torpedos der Archerfish explodierten alle entlang dieser Verbindung. Durch die Wucht der Torpedoexplosionen wurde außerdem ein I-Träger in einem der Kesselräume verschoben, der ein Loch in einen anderen Kesselraum schlug. Außerdem spielte das Versäumnis, die einzelnen Abteilungen auf ihre Wasserdichtigkeit zu prüfen, eine Rolle. So konnten mögliche Lecks nicht gefunden und geflickt werden, bevor die Shinano in See stach. Der Erste Offizier machte für die große Menge Wasser, die in das Schiff eindrang, das Versäumnis verantwortlich, die Abteilungen auf Lecks zu prüfen. Er berichtete, dass er nur wenige Minuten nach dem letzten Torpedotreffer hörte, wie Luft durch die Lücken in den wasserdichten Türen strömte – ein Zeichen dafür, dass schnell Seewasser in das Schiff eindrang, was bewies, dass die Türen nicht dicht waren.

## Wrack
Das Wrack der Shinano liegt vermutlich nahe der letzten bekannten Position bei 33° 7′ N, 137° 4′ O in den nördlichen Ausläufern des Ryūkyū-Grabens.